# The 12" Album
The 12″ Album es un álbum de mezclas de 12 pulgadas del músico inglés Howard Jones, lanzado en noviembre de 1984. Fue lanzado entre los dos primeros álbumes de estudio Human's Lib y Dream into Action y en ese momento era el único álbum que incluía el sencillo "Like to Get to Know You Well".
El álbum alcanzó el número 15 en la lista Official Albums Chart del Reino Unido y fue certificado Oro el 19 de diciembre de 1984.

## Lista de canciones
1. "Always Asking Questions" – 4:27
2. "New Song" (new version) – 5:23
3. "What Is Love?" (extended mix) – 6:34
4. "Like to Get to Know You Well" (International mix) – 7:35
5. "Pearl in the Shell" (extended mix) – 6:44
6. "Total Conditioning" – 6:58

- Mezclado por Stephen W. Tayler.

## Posicionamiento en listas
| Lista (1984–1985)             | Máxima posición |
| ----------------------------- | --------------- |
| Alemania (Offizielle Top 100) | 49              |
| Suecia (Sverigetopplistan)    | 20              |
| Reino Unido (UK Albums Chart) | 15              |

## Certificaciones
| País (organismo certificador) | Certificaciones |
| ----------------------------- | --------------- |
| Reino Unido (BPI)             | Oro             |